# PAR-schijnwerper

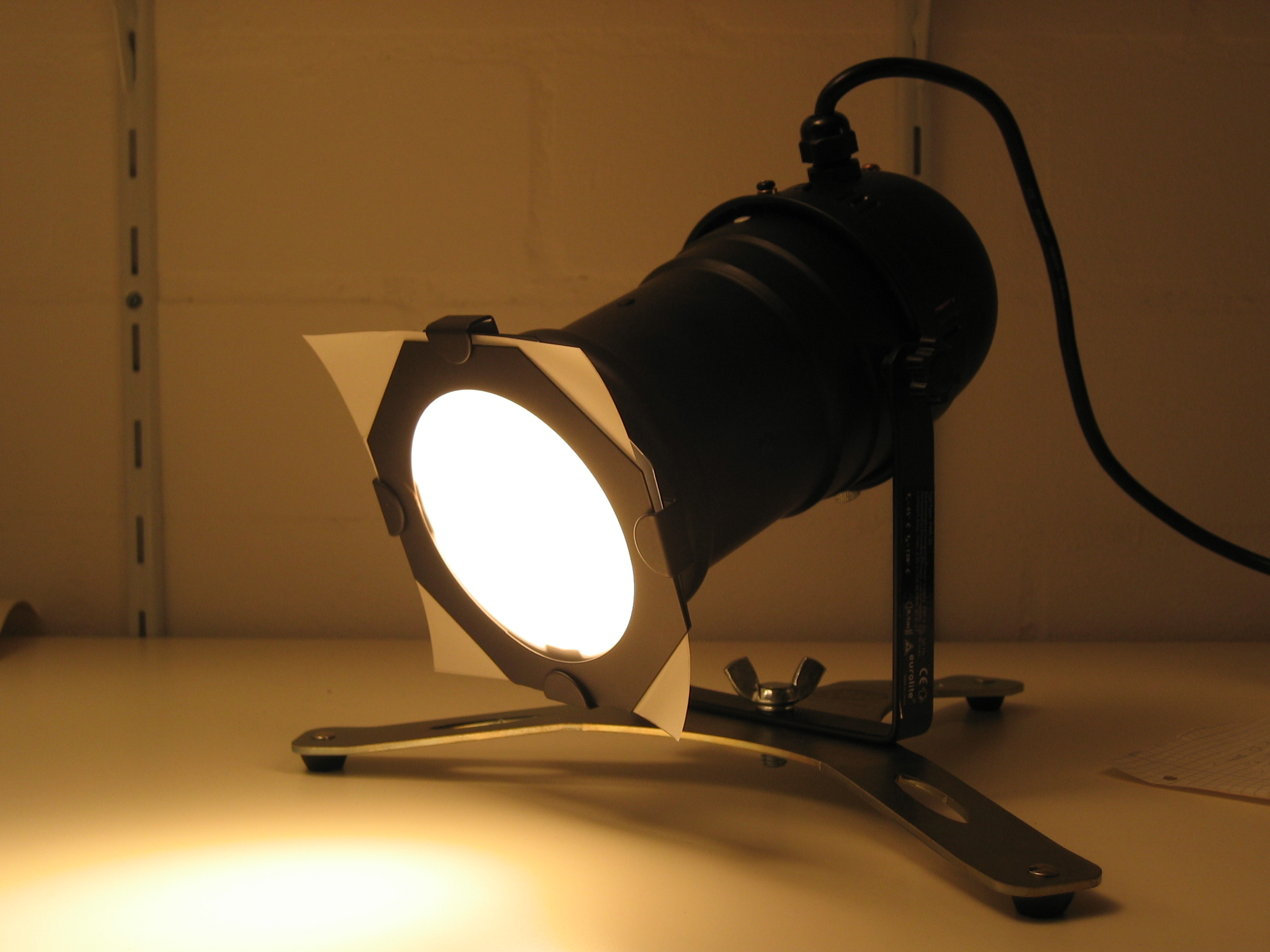
PAR-schijnwerper

Een PAR-schijnwerper, PAR-lamp of PAR-blazer is een lamp die vooral gebruikt wordt in theaters en discotheken en bij concerten. PAR staat voor parabolic aluminized reflector.
Een PAR-schijnwerper is een van de eenvoudigste lampen in de theaterbelichting. Het heeft een metalen behuizing met hierin een persglaslamp. Deze lamp is zo gemaakt dat deze naast het filament is voorzien van een reflector (parabolisch) en vaste lens.
PAR-lampen zijn er in verschillende soorten: very narrow, narrow, medium flood en wide flood. Deze benamingen geven de strooihoek van het licht aan. Daarnaast zijn er nog verschillende maten, van PAR16 tot PAR 64, van 20 watt tot 1000 watt, van 6 V tot 230 V.
PAR-lampen worden meestal gebruikt in groepen. Voorbeelden zijn de 4-bar of 6-bar. Bar heeft hier de betekenis van het Engelse woord bar voor staaf en betekent in dit geval: 4 of 6 lampen aan een balk die in zijn geheel opgehangen wordt. Dit zorgt voor een efficiënte opbouw. Maar ook andere combinaties komen geregeld voor.
De behuizing van een PAR-lamp (ook wel armatuur genoemd) is in vele maten beschikbaar. Deze worden aangeduid in achtsten van een inch. De PAR64 heeft bijvoorbeeld een diameter van 8 inch (ca. 20 cm). De afmetingen zijn beschikbaar van PAR16 tot PAR64.
De PAR-schijnwerper is een van de goedkoopste lampen. Alleen de lamp zelf is bij vervanging relatief prijzig. Dit is omdat de lens bij de lamp zit ingebouwd en niet in de behuizing zoals bij andere theaterverlichting. Tegenwoordig worden naast halogeen-PAR-lampen ook led-PAR-lampen verkocht.